# The Dictator
The Dictator és una pel·lícula de comèdia estatunidenca 2012 coescrita i protagonitzada per Sacha Baron Cohen. La pel·lícula és dirigida per Larry Charles, qui prèviament va dirigir fals documental de Sacha Baron Cohen com per exemple Borat i Brüno. En el film, Sacha Baron Cohen interpreta l'almirall general Aladeen, el dictador de la República fictícia de Wadiya que visita als Estats Units. Altres actors i actrius que intervenen en el film són Anna Faris, Ben Kingsley, Jason Mantzoukas i (sense acreditar) John C. Reilly. Ha estat subtitulada al català.

## Argument
Durant anys, el nord d'Àfrica la República de Wadiya ha estat governat per l'almirall general Haffaz Aladeen (Sacha Baron Cohen), un dictador infantil, dèspota, misogin, antioccidental i antisemita que s'envolta de guardaespatlles femenines. Aladeen es nega a permetre que el petroli wadiyès sigui venut internacionalment i està treballant en el desenvolupament d'armes nuclears. Després que el Consell de Seguretat de les Nacions Unides decideix intervenir militarment sobre el país, Aladeen viatja a la seu de l'ONU a Nova York per tal de dirigir-se al Consell. Poc després d'arribar, és segrestat per Clayton (John C. Reilly), un assassí a sou contractat pel seu oncle Tamir (Ben Kingsley), que pretén trair-lo. Tamir reemplaça Aladeen amb un esquer anomenat Efawadh (Sacha Baron Cohen), a qui pretén manipular per signar un tractat que nominalment pretén democratitzar Wadiya i permetre l'exportació del petroli del país deixant-ho en mans d'interessos estrangers.
Aladeen escapa després que Clayton accidentalment es cala foc, però la seva enorme barba ha estat afaitada per Clayton, i això el fa pràcticament irreconeixible. Aviat coneix l'activista Zoey (Anna Faris), qui li ofereix una feina. Aladeen rebutja l'oferta i viatja a la "Petita Wadiya", a Nova York situada prop de l'estació Marcy Avenue, poblada per refugiats del seu país, molts d'ells fugint d'Aladeen. Allà, es troba amb "Nuclear" Nadal (Jason Mantzoukas), excap del programa nuclear d'armes de Wadiya i exproxeneta (proporcionava dones a Aladeen), a qui Aladeen creia haver executat prèviament. Nadal explica que els rebels wadiyesos s'han infiltrat en la seva unitat d'intel·ligència, per a després enviar a l'exili tota la gent que havia ordenat executar.
Acceptant el seu antic treball de guardaespatlles, Nadal promet ajudar a Aladden a frustrar els plans de Tamir i recuperar la seva posició com a legítim dictador, a condició que Aladeen el faci el nou cap del programa d'armes de destrucció massiva de Wadiya. Aladeen hi està d'acord i accepta l'oferta del treball de Zoey, ja que es fa a l'hotel on es produirà la signatura del tractat. Aladeen a poc a poc es va enamorant de Zoey després que ella es nega a les seves insinuacions sexuals i més tard veu després com ella s'enfronta amb valentia i passió a un policia. Al voltant de les lluites de negocis de Zoey, Aladeen comença imposant horaris estrictes a tot el món, formant un culte a la personalitat entorn de Zoey. No obstant això, la relació d'Aladeen amb Zoey es torna tensa després que ell revela la seva veritable identitat. Després de l'adquisició d'una nova barba presa d'un cadàver, Aladeen s'infiltra a l'hotel i li diu a Efawadh que surti. En la cerimònia de signatura, trenca el document de Tamir al davant de la delegació de l'ONU, i compta amb un apassionat discurs lloant les virtuts de la dictadura, establint paral·lelismes no desitjats a temes d'actualitat als Estats Units. No obstant això, en veure a Zoey a l'habitació, li declara el seu amor per ella i, sabent els punts de vista fortament en poder de Zoey, vota per democratitzar el seu país i obrir els camps de petroli de Wadiya, però d'una manera en què la població es beneficiï. Enutjat amb Aladeen per mantenir-se al poder, Tamir intenta assassinar però Efawadh salta davant de la bala i rep la bala però sobreviu, ja que el seu treball " era rebre trets al cap"
Un any més tard, Wadiya celebra les seves primeres eleccions democràtiques, tot i que estan arreglades en favor d'Aladeen (el seu títol en aquell moment és president primer ministre almirall general). Posteriorment, es casa amb Zoey, però se sorprèn quan ella trenca una copa amb el peu i es revela a si mateixa com a jueva. Escenes durant els crèdits finals mostren Aladeen conduint cotxes ecològics, visitant un reintegrat Nadal, i més tard Zoey revela en una entrevista televisiva que està embarassada amb el primer fill de la parella. Aladeen respon a les notícies preguntant-li a Zoey si tindrà "un nen o un avortament". La pel·lícula acaba amb una nota que deia que estava dedicat a la memòria de Kim Jong-il.

## Música
Aladeen Records va llençar un àlbum amb la banda sonora de la comèdia protagonitzada per Sacha Baron Cohen en la pel·lícula "The Dictator". L'àlbum compta amb les cançons de la pel·lícula amb la participació d'artistes com Jalal Hamdaou, Khaled, Michelle J. Nasser, i Cheb Raya i una versió de Everybody Hurts per Mc Ral. També s'inclouen dues cançons originals de Sacha Baron Cohen, que també va ser qui va compondre la música de la pel·lícula.
| Núm.          | Títol                                          | Performed by                             | Durada |
| ------------- | ---------------------------------------------- | ---------------------------------------- | ------ |
| 1.            | «The Next Episode»                             | Aiwa, Mr Tibbz & Admiral General Aladeen | 2:43   |
| 2.            | «Ila Nzour Nebra»                              | Jalal Hamdaoui & Driver                  | 3:22   |
| 3.            | «Habibi»                                       | Ali Hassan Kuban                         | 4:21   |
| 4.            | «Everybody Hurts»                              | MC Rai                                   | 5:28   |
| 5.            | «Wahrane Wahrane»                              | Khaled                                   | 4:43   |
| 6.            | «9 to 5»                                       | Michelle J. Nasser                       | 2:41   |
| 7.            | «Goulou L'Mama»                                | Jalal Hamdaoui & Cheb Rayan              | 4:01   |
| 8.            | «The Song of Admiral General Sargeant Aladeen» | Erran Baron Cohen feat. Omar Fadel       | 2:56   |
| 9.            | «Let's Get It On»                              | Mohamed Amer                             | 1:57   |
| 10.           | «Raoui»                                        | Souad Massi                              | 3:47   |
| 11.           | «Money's on the Dresser»                       | Erran Baron Cohen feat. Jules Brookes    | 2:45   |
| 12.           | «Our Beloved Leader»                           | The Aladeenies                           | 2:01   |
| 13.           | «Wala Ala Balo»                                | Amr Diab                                 | 5:09   |
| Durada total: | Durada total:                                  | Durada total:                            | 40:45  |

## Repartiment
| Actor             | Personatge                                         |
| ----------------- | -------------------------------------------------- |
| Sacha Baron Cohen | Almirall General Aladeen i el seu impostor Efawadh |
| Ben Kingsley      | Tamir                                              |
| Jason Mantzoukas  | "Nuclear" Nadal                                    |
| Anna Faris        | Zoey                                               |
| John C. Reilly    | Clayton                                            |
| Bobby Lee         | Mr. Lao                                            |
| Sayed Badreya     | Omar                                               |
| Adeel Akhtar      | Maroush                                            |
| Susan Sykes       | Etra                                               |
| Chris Elliott     | Mr. Ogden                                          |
| Fred Armisen      | Cambrer del restaurant Death to Aladeen            |
| Mark Campbell     | Reporter de la BBC.                                |
| Gad Elmaleh       | Un manifestant                                     |
| Garry Shandling   | Inspector de salut                                 |
| Chris Parnell     | Presentador de les notícies                        |
| Jon Glaser        | Comprador                                          |
| Edward Norton     | D'ell mateix                                       |
| Megan Fox         | D'ella mateixa                                     |

## Premis i nominacions
| Any  | Premi                                  | Categoria            | Persona           | Resultat  |
| ---- | -------------------------------------- | -------------------- | ----------------- | --------- |
| 2013 | ASCAP Film and Television Music Awards | Top Box Office Films | Erran Baron Cohen | Guanyador |